# الوطنية للتشغيل والتدريب
الشركة الوطنية للتشغيل والتدريب أو الوطنية للتشغيل والتدريب هي شركة أردنية تتبع للقوات المسلحة الأردنية مساهمة خاصة غير ربحية، تم تأسيسها 25/7/2007, المعنية بتحقيق اهدافها وذلك بمناسبة الذكرى 61 لعيد الاستقلال في 25 أيار عام 2007 وبأمر من الملك عبد الله الثاني بن الحسين.

## الاهداف
- تلبية احتياجات سوق العمل الأردني بالكفاية الكمية والنوعية من القوى المهنية العاملة المتميزة. وتعديل اتجاهات الشباب نحو العمل المهني [1]
- تخصيص برامج تدريبية مهنية متخصصة لتلبية احتياجات أسواق العمل العربية. وتعزيز القدرات المالية والادارية للشركة بدخولها في أعمال استثمارية

## تشاركية مؤسسة التدريب المهني
تم عقد شراكة شراكة بين الشركة الوطنية للتشغيل والتدريب ومؤسسة التدريب المهني في الاردن والتي تعمل على تحقيق اهداف مماثلة لاهداف الشركة. حيث ادخال مؤسسة التدريب المهني كشريك استراتيجي بنسبة 49 بالمئة من رأسمال الشركة لتحقيق التشاركية والتكاملية التي تساعد على بلوغ الطموحات وتعظيم الانجازات وتعزيز التعاون والتنسيق الشامل في مجال التعليم والتدريب المهني والتقني. والاستفادة من الامكانات المتوفرة لدى المؤسسة من بنى تحتية ومشاغل ومراكز منتشرة في مختلف المحافظات والتي يصل عددها إلى 44 مركزاً، واستغلال كفاءات المدربين العاملين والخبرات الفنية لديها والمحافظة على استمرارية عمل الشركة بكوادرها.

## المتدربين
في افتتاح الشركة تم تدريب عدد كبير من الشباب، لكن بعد أخذ التغذية الراجعة من الدفعة الأولى تناقصت اعداد المتدربين، 
| الدفعة  | بدء التدريب | عدد المتدربين | ملاحظات                         |
| ------- | ----------- | ------------- | ------------------------------- |
| الاولى  | 11/2007     | 4000          | الدفعة الافتتاحية               |
| الثانية | 7/2008      | 3600          | -                               |
| الثالثة | 2/2009      | 1500          | -                               |
| الرابعة | 10/2009     | 1000          | -                               |
| الخامسة | 3/2010      | 2200          | -                               |
| السادسة | 9/2010      | 1600          | -                               |
| السابعة | 4/2011      | 1500          | -                               |
| الثامنة | 8/2011      | 1150          | -                               |
| التاسعة | 2/2012      | 750           | -                               |
| العاشرة | 6/2013      | 701           | -                               |
| ال11    | 10/2014     | 716           | الشراكة مع مؤسسة التدريب المهني |
| ال12    | 4/2015      | 594           | -                               |
| ال13    | 10/2015     | 842           | -                               |
| ال14    | -           | -             | -                               |
| ال15    | -           | -             | -                               |

## مجالات التدريب
تم الاقتصادر في بداية الدفعات على المهن الانشائية المطلوبة وبعض المهن الحرفية،  ثم تم توسعى البرامج لتشمل التخصصات التالية:
المهن الانشائية
- نجار طوبار/وحداد تسليح
- بناء حجر وطوب
- قصــــــير
- بلـــــيط
- دهان مباني/مجهز ديكورات جبسية

المهن اصناعية والحرفية
- كهربائي سيارات
- نجار أثاث
- مشغل وجدات طاقة شمسية
- حداد فاصون
- تكييف وتبريد
- حداد ألمنيوم
- تمديدات صحية وتدفئة مركزية
- فني آلات صناعية
- تمديدات كهربائية
- نجار أثاث